# Anoba trigonosema
Anoba trigonosema är en fjärilsart som beskrevs av George Francis Hampson 1916. Anoba trigonosema ingår i släktet Anoba och familjen nattflyn. Inga underarter finns listade i Catalogue of Life.